# Philippe Adler
Pour les articles homonymes, voir Adler.
Philippe Adler est un chroniqueur musical et un animateur de télévision né le 16 juin 1937 à Paris 17e et mort le 12 mars 2017 à Boulogne-Billancourt.
Dès les années soixante, on retrouve sa signature dans les revues musicales Jazz Hot, Jazz Magazine, Melody Maker, Billboard, Rock & Folk.

## Biographie
Le père de Philippe, Antoine Adler, est avocat. À sept ans, il achète son premier disque, un 78 tours, en 1943 : "The Mooche" de Duke Ellington, grâce à sa mère passionnée de Jazz.
Il fait l'essentiel de sa carrière à RTL où il entre en 1962 avant de rejoindre L'Express en 1975, et retourne à RTL en 1981.
Reconverti en romancier dans les années 1980, il est l'auteur de 7 romans parus aux Éditions Balland : Bonjour la galère (1984 - 220 000 exemplaires vendus), C'est peut-être ça l'amour (1986), Les Amies de ma femme (1987 – 230 000 exemplaires vendus), Graine de tendresse (1989), Qu'est-ce qu'elles me trouvent ? (1990), Du moment qu’elle me laisse le chat (1991) et La Migraine (1994). Avec Pierre de Chocqueuse, il cosigne en 1998 : Passeport pour le jazz aux Éditions Balland[réf. nécessaire].
Son best-seller Les Amies de ma femme a été adapté au cinéma en 1993 par Didier van Cauwelaert sous le titre Les Amies de ma femme avec Michel Leeb, Christine Boisson et Dominique Lavanant. La première diffusion télévisuelle (TF1) a rassemblé près de neuf millions de téléspectateurs[réf. nécessaire].
En 1987, peu après avoir accepté de prendre la rédaction en chef de Jazz Hot, Philippe Adler devient le concepteur-présentateur de l’émission Jazz 6 sur M6 (de 1987 à 2003)[réf. nécessaire]. Sur cette même chaîne, il commentait des concerts de Jazz, dont surtout des concerts du festival « Jazz à Vienne », diffusés très tardivement sur cette même chaîne, pour des raisons de droits d'auteurs moins chers lors de diffusions tardives. Il programma ainsi des concerts de jazzmen prestigieux comme Al Jarreau, Georges Benson... 
Après 2003, et jusqu'en 2008, il programmera des concerts plus rares, et plus espacés sur l'année (quelques concerts par an), toujours aux mêmes heures très tardives (souvent bien après Minuit). Il cessera de diffuser et de commenter des concerts de Jazz sur M6, définitivement, après juin 2008. 
Il a également écrit des chansons (Papa Tango Charly pour Mort Shuman, Destinée pour et avec Guy Marchand, Macao pour le Grand Orchestre du Splendid et L’Emmerdeuse pour Régine).
Au cinéma, on l'a vu donner la réplique à Guy Marchand et Daniel Auteuil dans Les Sous-doués en vacances (1982) de Claude Zidi et, à la télévision, dans Sacré Lucien aux côtés de Jacques Villeret[réf. nécessaire].
On retrouve sa signature dans le magazine gastronomique 3 Étoiles où il dresse les portraits des plus grands chefs de France[réf. nécessaire].
Spécialiste du jazz, il présente depuis douze ans, Les Nuits du Jazz de Jean-Philippe Vidal à la Cité des Congrès à Nantes[réf. nécessaire]
En janvier 2012, contacté par Emmanuel Garbal, un auteur de théâtre mosellan, il se remet à l’écriture et achève avec lui, en décembre 2013, une adaptation théâtrale comique de son best-seller, Les Amies de ma femme[réf. nécessaire].
Il possède plus de cinq mille albums, dont quarante Duke Ellington, trente Count Basie et tous les enregistrements de Bob Dylan.
Sa passion de la musique lui a permis de rencontrer Louis Armstrong, Duke Ellington, Ray Charles, Bob Dylan, Stevie Wonder et les Rolling Stones.
Grand amateur de cigares, on le croise rarement sans son cigare aux lèvres.

### Vie privée
Marié deux fois, il a deux enfants : Christophe et Emmanuelle.

## Publications
- Bonjour la galère !, Éditions Balland, 1984
- C’est peut-être ça l’amour, Éditions Balland, 1986
- Les Amies de ma femme, Éditions Balland, 1987
- Graine de tendresse, Éditions Balland, 1989
- Qu'est-ce qu'elles me trouvent ?, Éditions Balland, 1990
- Du moment qu’elle me laisse le chat, Éditions Balland, 1991
- La Migraine, Éditions Balland, 1994
- Passeport pour le jazz (avec Pierre de Choqueuse), Éditions Balland, 1998